# Themata
Themata er det første studiealbum fra den australske rockgruppe Karnivool. Albummet blev udgivet den 7. februar 2005 hos pladeselskabet MGM Distribution (Australien). 20. november udkom albummet i USA, hos Bieler Bros. Records. Den 7. maj 2008 udgav pladeselskabet Happy Go Lucky albummet i Storbritannien
.

## Spor
Alt tekst skrevet af Karnivool. 
| #   | Titel                 | Længde |
| --- | --------------------- | ------ |
| 1.  | "C.O.T.E"             | 5:50   |
| 2.  | "Themata"             | 5:40   |
| 3.  | "Shutterspeed"        | 3:46   |
| 4.  | "Fear of the Sky"     | 5:16   |
| 5.  | "Roquefort"           | 4:38   |
| 6.  | "L1FEL1KE"            | 4:40   |
| 7.  | "Scarabs"             | 2:10   |
| 8.  | "Sewn and Silent"     | 4:12   |
| 9.  | "Mauseum"             | 3:54   |
| 10. | "Synops"              | 4:53   |
| 11. | "Omitted for Clarity" | 0:20   |
| 12. | "Change (Part 1)"     | 3:28   |

Skabelon:Navboks Karnivool